# Lamunin
Lamunin – miasto w Brunei, w dystrykcie Tutong.